# Pojkvän
En pojkvän är en man i varaktigt kärleksförhållande där parterna inte är gifta eller ingått registrerat partnerskap. Om paret har bestämt sig för att gifta sig och således har förlovat sig är den mer formella termen fästman.
Den kvinnliga motsvarigheten till en pojkvän kallas flickvän.
Ordet "pojkvän" är belagt i svenska språket sedan 1936.